# Semidalis ecuadoriana
Semidalis ecuadoriana is een insect uit de familie van de dwerggaasvliegen (Coniopterygidae), die tot de orde netvleugeligen (Neuroptera) behoort. 
De wetenschappelijke naam Semidalis ecuadoriana is voor het eerst geldig gepubliceerd door Meinander in 1983.